# Neoaviola
Neoaviola is een monotypisch geslacht van spinnen uit de  familie van de Hahniidae (kamstaartjes).

## Soort
- Neoaviola insolens Butler, 1929